# Nearctitychus sternalis
Nearctitychus sternalis är en skalbaggsart som först beskrevs av Achille Raffray 1904.  Nearctitychus sternalis ingår i släktet Nearctitychus och familjen kortvingar. Inga underarter finns listade i Catalogue of Life.